# 毛山蒟
毛山蒟（学名：Piper martinii）是胡椒科胡椒属的植物，为中国的特有植物。分布于中国大陆的四川、云南、贵州、广西、广东等地，生长于海拔350米至1,250米的地区，多生长于树上、密林、疏林中溪涧边以及岩石上，目前尚未由人工引种栽培。